# Певно
Певно (словен. Pevno) — поселення в общині Шкофя Лока, Горенський регіон, Словенія. Висота над рівнем моря: 401,1 м.